# Ettore Bocconi
Ettore Ferdinando Achille Bocconi (Milano, 5 marzo 1871 – Milano, 17 marzo 1932) è stato un imprenditore, mecenate e politico italiano.

## Biografia
Figlio di Ferdinando Bocconi, nel 1908, alla morte del padre, prese le redini dei Grandi magazzini "Alle città d'Italia", fondati nel 1877 ed oltremodo cresciuti negli anni con diversi punti vendita. Prima con il fratello Ferdinando Jr (che morì nel 1913) e poi da solo creò una rete commerciale e impresse al gruppo una nuova organizzazione che mirava a rivolgersi indifferentemente a tutte le fasce della possibile clientela. Durante la prima guerra mondiale fondò e finanziò un ospedale a Milano, che affidò alla CRI. Nel 1917 cedette i magazzini a Senatore Borletti, che mediante l'unificazione coi magazzini Vittoria diede vita a La Rinascente. 
Nel 1919 venne nominato senatore del Regno.
Sorresse l'Università commerciale Luigi Bocconi, che era stata fondata dal padre, che presiedette dal 1914 alla morte. In seguito la moglie Javotte Bocconi Manca di Villahermosa divenne presidente del consiglio di amministrazione dell'università continuando l'attività di sostegno all'ateneo.
Ettore Bocconi fu presidente della Treves Casa Editrice e poi della Società Treves Treccani Tumminelli.
Dopo la morte, nel 1933 gli fu intitolato l'istituto di Economia dell'università. Nel 2007 è stato creato il Dipartimento di Economia "Ettore Bocconi".